# Aire d'attraction de Moulins
L'aire d'attraction de Moulins est un zonage d'étude défini par l'Insee pour caractériser l’influence de la commune de Moulins sur les communes environnantes. Publiée en octobre 2020, elle se substitue à l'aire urbaine de Moulins, qui comportait 39 communes dans le zonage de 2010.

## Définition
L'aire d'attraction d'une ville est composée d’un pôle, défini à partir de critères de population et d’emploi ainsi que d’une couronne constituée des communes dont au moins 15 % des actifs travaillent dans le pôle. Le pôle d’attraction constitue ainsi un point de convergence des déplacements domicile-travail,.

## Géographie
L’aire d'attraction de Moulins est une aire inter-régionale qui comporte 64 communes : 59 situées dans l'Allier et 5 dans la Nièvre (Chantenay-Saint-Imbert, Dornes, Lucenay-lès-Aix, Toury-sur-Jour et Tresnay). 

### Carte

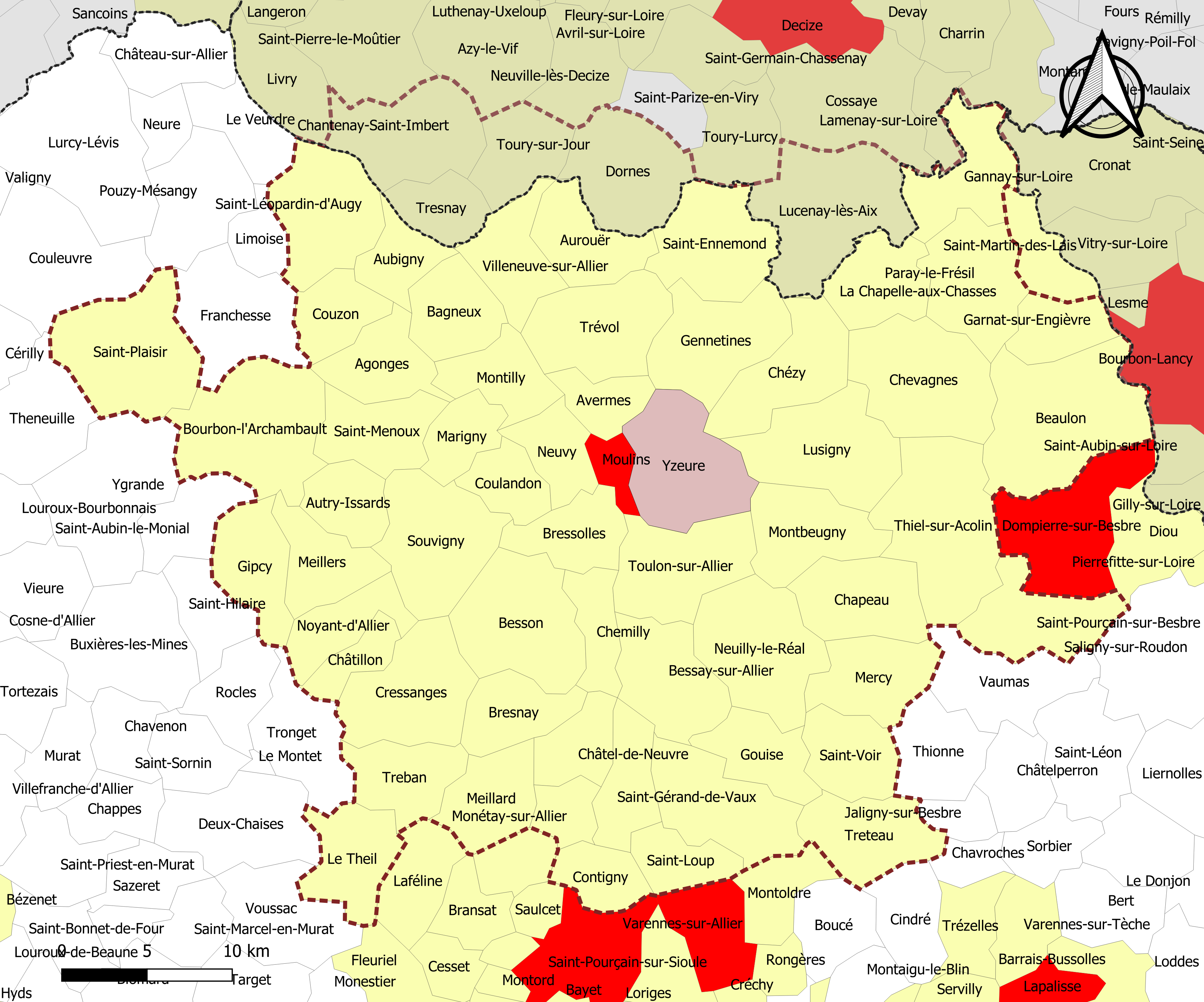
Carte de l'aire d'attraction de Moulins.
Commune-centre
Commune du pôle principal
Commune de la couronne

### Composition communale
| Catégorie                 | Département | Communes | Communes |
| Catégorie                 | Département | Nombre   | Libellé |
| ------------------------- | ----------- | -------- | --- |
| Commune-centre            | Allier      | 1        | Moulins. |
| Commune du pôle principal | Allier      | 1        | Yzeure. |
| Communes de la couronne   | Allier      | 57       | Agonges, Aubigny, Aurouër, Autry-Issards, Avermes, Bagneux, Beaulon, Bessay-sur-Allier, Besson, Bourbon-l'Archambault, Bresnay, Bressolles, Chapeau, La Chapelle-aux-Chasses, Châtel-de-Neuvre, Châtillon, Chemilly, Chevagnes, Chézy, Contigny, Coulandon, Couzon, Cressanges, La Ferté-Hauterive, Gannay-sur-Loire, Garnat-sur-Engièvre, Gennetines, Gipcy, Gouise, Lusigny, Marigny, Meillard, Meillers, Mercy, Monétay-sur-Allier, Montbeugny, Montilly, Neuilly-le-Réal, Neuvy, Noyant-d'Allier, Paray-le-Frésil, Saint-Ennemond, Saint-Gérand-de-Vaux, Saint-Léopardin-d'Augy, Saint-Loup, Saint-Menoux, Saint-Plaisir, Saint-Pourçain-sur-Besbre, Saint-Voir, Souvigny, Le Theil, Thiel-sur-Acolin, Toulon-sur-Allier, Treban, Treteau, Trévol, Villeneuve-sur-Allier. |
| Communes de la couronne   | Nièvre      | 5        | Chantenay-Saint-Imbert, Dornes, Lucenay-lès-Aix, Toury-sur-Jour, Tresnay. |

## Démographie
Cette aire est catégorisée dans les aires de 50 000 à moins de 200 000 habitants, une catégorie qui regroupe 18,4 % de la population au niveau national.